# Aquino
För andra betydelser, se Aquino (olika betydelser).
Aquino är en liten stad och en kommun i provinsen Frosinone i regionen Lazio i Italien. Kommunen hade 5 166 invånare (2018). och gränsar till kommunerna Castrocielo, Piedimonte San Germano, Pignataro Interamna och Pontecorvo.
Aquino ligger nära platsen för den romerska staden Aquinum som Via Latina passerade. Staden är känd för poeten Juvenalis och Pescennius Niger. Thomas av Aquino föddes i byn Roccasecca nära staden.